# Piper obtusistigmum
Piper obtusistigmum är en pepparväxtart som beskrevs av C. Dc.. Piper obtusistigmum ingår i släktet Piper och familjen pepparväxter. Inga underarter finns listade i Catalogue of Life.